# 政治性宗教
政治性宗教是现代政治学的概念，特指得到强大文化和政治力量支持的、势力几可比肩国教的政府性意识形态。在理论和实践上，政治性宗教都颇类国教。 在政治性宗教主导的国家中，政治性宗教和基本政治制度（如议会和选举）一道享有某种神圣的地位，并为政权提供伦理学、价值观、神话、符号、仪礼和国家历法等方面的支持。政治性宗教一般与已存的传统宗教角逐影响力，并在可能的情况下取而代之。同强调社会团结、保守色彩较浓的公民宗教相比，政治性宗教带有更为极端的变革性色彩。
在学界之外，政治性宗教的概念往往遭到不同程度的误用。

## 典型特征
政治性宗教往往具有以下特征中的相当部分：
- 组织结构
  - 强调与其他意识形态的区别，注重身份甄别；
  - 领导层强调其超越凡俗的属性、甚至带有救世主性质，往往由极富個人魅力（克里斯马）者充任首脑；
  - 严密的等级结构；
  - 强调对教育的把控，以确保现政体的安全、神圣性和延续性。

- 信仰
  - 具有自洽的信仰体系以赋予外在世界以符号意义。强调系统内部对信仰的坚持；
  - 拒斥相同类型的其他意识形态；
  - 一定程度的乌托邦色彩；
  - 坚信此种宗教带有不言自明的正当性，并据此视（特定）教外族群为灵性未开者；
  - 教徒由衷地希望招募其他人入教；
  - 目的至上，常常可以罔顾手段的不当；
  - 宿命论：坚信该宗教一定能取得最终胜利

## 历史上的政治性宗教

### 大革命时期的法国
- 理性崇拜

### 法西斯意大利
- 法西斯主义

### 纳粹德国
- 纳粹主义

### 大日本帝國
- 日本法西斯主义

### 苏联
- 斯大林主义

### 土耳其
- 凱末爾主義

### 中华人民共和国
- 毛泽东主义
- 文化大革命

### 土库曼斯坦
- 薩帕爾穆拉特·阿塔耶維奇·尼亞佐夫
- 库尔班古力·别尔德穆哈梅多夫

## 现代的政治性宗教

### 朝鲜民主主义人民共和国
- 主體思想
- 朝鮮民主主義人民共和國的個人崇拜

### 中华人民共和国
- 毛泽东崇拜
- 习近平崇拜